# لويز كارلوس ميدينا
لويز كارلوس ميدينا (بالبرتغالية: Luis Carlos Medina‏) (23 أبريل 1990 في البرازيل - ) هو لاعب كرة قدم برازيلي في مركز الدفاع. لعب مع نادي أفاي لكرة القدم ونادي شابيكوينسي ونادي غواراني ونادي إيتوانو وجمعية أرابيراكا الرياضية ونادي ميراسول.

## وصلات خارجية
- لويز كارلوس ميدينا على موقع قاعدة بيانات كرة القدم.إي يو (الإنجليزية)
- لويز كارلوس ميدينا على موقع Soccerway.com (الإنجليزية)